# 金庸筆下兵器列表
此列出金庸筆下武俠小說兵器。

## 《書劍恩仇錄》
*凝碧劍
張召重所用的寶劍，銳利無匹曾仗之削毀陳家洛的劍盾珠索、無塵的長劍、王維揚的紫金八卦刀、衛春華的雙鉤等兵器。
*白龍劍
陸菲青所用的寶劍，一度失落在狼群。
*紫金八卦刀
鎮遠鏢局王維揚的兵器，後被張召重以凝碧劍削毀。
*獨腳銅人
關東六魔中滕一雷的兵器，銅人只有獨足，手卻有一對，雙手過頂合攏，正是一把厲害的閉穴撅。這銅人极為沉重，除點穴外又能橫掃直砸，比鋼鞭鐵錘尤為威猛。
*鐵琵琶
韓家鐵琵琶手至韓五娘而達大成，除掌法外，兵器用的是一隻精鐵打成的琵琶。這琵琶兩邊鋒利，攻時如板斧，守時作盾牌，琵琶之腹中空，藏有十二枚琵琶釘，一物三用，端的厲害。關東六魔中的焦文期嫌琵琶是女子彈弄之物，在江湖上使用出來，被口齒輕薄之人損上幾句可受不了，是以別出心裁，打造了一面鐵牌，形狀雖異。使用手法和師門所傳的鐵琵琶並無二致。
*五行輪
關東六魔中閻世魁跟閻世章的兵器，輪口白光閃爍，鋒利之极，雙輪按五行八卦，八八六十四招，專奪敵人兵刃，遮鎖封攔，招數甚是嚴密
*吳鉤劍
玉判官貝人龍的趁手兵器，吳鉤劍名雖是劍，實是雙鉤，不過鉤頭上多了一個劍尖，除了鉤法中的勾、拉、鎖、帶之外，還夾著雙劍的路子。雙鉤不屬十八般武器之內，極為陰狠難練，初學時稍有疏虞，不是被月牙護手所傷，便是拗勁掣肘，發不出招，但練成了之後，威力甚大。
*剑盾珠索
陳家洛的奇門兵器，盾牌上生著九枚明晃晃的尖利倒鉤，盾牌可守可攻，倒鉤能鎖拿敵人兵器，右手運使五條繩索，每條繩索尖端均有鋼球，專點人身三十六大穴。
*回龍璧
趙半山看南洋人用飛去來器打獵後，參考創制的暗器，經過無數次試制習練，制成一种曲尺形精鋼彎鏢
*飛燕銀梭
趙半山獨運匠心創制而成的暗器，燕尾跌落，梭中彈簧機括彈動燕頭，銀梭突在空中轉彎，向上激射，令人防不勝防。
*金笛
金笛秀才余魚同的兵器，外表金光灿烂，如是纯金所铸，有时当铁鞭使，有时当判官笔用，有时招数中更夹杂着剑法，笛中還有吹箭。
*鑌鐵點鋼穿
鄭王府總教頭萬慶瀾的兵器，他在鑌鐵點鋼穿上下過二十年苦功
*金背大刀、鐵膽
鐵膽莊周仲英的兵器

## 《碧血劍》
*金蛇劍
五毒教三寶之一，整柄劍就如是一條蛇盤曲而成，蛇尾勾成劍柄，蛇頭則是劍尖，蛇舌伸出分叉，是以劍尖竟有兩叉。那劍金光燦爛，握在手中甚是沉重，看來竟是黃金混和了其他五金所鑄，劍身上一道血痕，發出碧油油的暗光，极是詭異。
金蛇劍的劍尖兩叉既可攢刺，亦可勾鎖敵人兵刃，倒拖斜戳，皆可傷敵，比之尋常長劍增添了不少用法，搭配金蛇郎君所創的金蛇劍法，尋常兵器看似絕無用處招式在這柄特異的金蛇劍上，盡成厲害招術。

*金蛇錐
五毒教三寶之一，可當作暗器發射，也能手持為短兵器施展金蛇錐法襲敵。
*金絲背心
看黑黝黝的一件背心，拿在手裏沉甸甸的，非絲非革。這件背心是用烏金絲、頭髮，和金絲猴毛混同織成，任何利害的兵刃都傷它不得。木桑道人當年花了無數心血，拚了九死一生才得來的防身至寶，後送給袁承志。
*鐵蜈鈎、金蜈鈎
五毒教主何鐵手所用兵器，鐵蜈鈎是斬去左手掌後裝在左臂的鐵鉤，而金蜈鈎是金光閃閃的鉤子，都有劇毒。
*軟紅蛛索
五毒教主何鐵手所用兵器，蛛索細長多絲，一招既出，四面八方同時打到。十多根蛛索有的攻敵，有的防身，攻出去的剛收回守御，原來縮回的又反擊而出，攻守連環，毫無破綻。
*蝎尾鞭
五毒教主何鐵手所用兵器，鞭上全是細刺倒鉤，只要給它掃中一下，皮肉定會給扯下一大塊來，刺上有毒。
*毒蟾砂
又名含沙射影，是無數极細的鋼針的機關，机括裝在胸前，發射時不必先取准頭，只須身子對正敵人，伸手在腰旁一按，一陣鋼針就由強力彈簧激射而出。真是神不知，鬼不覺，何況鋼針既細，為數又多，一枚沾身，便中劇毒
*銅筆鐵算盤
華山派大弟子銅筆鐵算盤黃真的兵器，左手是把黑黝黝的鐵算盤，專門鎖拿敵人的兵器，右手是一支銅筆，專擅打穴。
*折鐵刀
金龍幫焦公禮的兵器，
*戒殺刀
仙都派弟子必然領受的匕首，師長授予戒殺刀時定會訓示“嚴戒擅殺，善視珍藏，義所不敵，舉以自戕”。
*潑風九環刀
山東群盜中殺豹崗寨主的兵器。
*青竹杆
阿九所用的兵器，竹杆性柔，盤打挑點之中，又含著軟鞭与大杆子的招數。
*陰陽寶扇
山東群盜中陰陽扇，沙天廣的兵器，乃是一柄鐵骨折扇，扇上机括可打出五枚鋼釘。白扇打開後扇面上畫著一個黑色骷髏頭，骷髏口中橫咬一柄刀子，模樣十分可怖
*龍頭鋼杖
棋仙派溫方山威震江南的兵器，鋼杖重達數十斤，杖頭龍口還能發出鋼釘傷人。
*空心大關刀
統兵駐防保定府的馮同知所用兵器，他雖靠著祖蔭得官，武藝低微，卻偏偏愛出風頭，要鐵匠打了一柄刃長背厚、鍍金垂纓、薄鐵皮的空心大關刀，自己騎在馬上，叫兩名親兵抬了跟著走，務須口中叫聲不絕，裝作十分沉默、不勝負荷的模樣，他只要隨手一提，卻是輕松隨便。旁人看了，自然佩服他神力驚人

## 《雪山飛狐》
*鐵念珠
寶樹所用的兵器跟暗器，用絲線串起鐵製的念珠，外表黑黝黝的似是鐵鑄，可以當暗器發出打人，再拾起回串在念珠繩上。
* 闖王軍刀
詳見《飛狐外傳》。

## 《飛狐外傳》
- 冷月寶刀

南仁通在江南做官時捉到了一名江洋大盜，而得到這大盜手中的冷月寶刀，刀柄上用金絲銀絲鑲著一鉤眉毛月之形，刀光如水，寒氣逼人。
南仁通因擁有冷月寶刀此引來江湖人覬覦而遇害，苗人鳳因緣際會救了南仁通之女南蘭而得到冷月寶刀，後來苗人鳳跟南蘭城婚後，前去拜祭胡一刀夫婦時，把冷月寶刀封在胡一刀夫妻的墳土之中，因為苗人鳳認為世上除了胡一刀外，再也無人配用這把寶刀。
在胡斐在胡一刀墓前被田歸農率眾圍攻時，因單刀被闖王軍刀削斷而失手後，南蘭提醒他在墓中還有一口寶刀，並要求田歸農讓胡斐將程靈素的骨灰與胡一刀夫婦合葬，使胡斐有機會挖出冷月寶刀，冷月寶刀之銳利不遜於闖王軍刀，讓胡斐反將田歸農一眾殺退。
- 闖王軍刀

天龍門世代相傳的寶刀，這把寶刀由南北二宗輪值執掌，刀鋒光芒如寶石，如琉璃，如清水，如寒冰。田歸農曾仗寶刀之利，在天下掌門人大會大出風頭。
這寶刀其實是當年闖王李自成的一把軍刀，暗藏闖王寶藏的關鍵，而寶藏所在的地圖，自來由苗家劍苗家世代相傳，二寶合璧方能取出闖王寶藏。
闖王軍刀也關乎闖王寶藏的所在，刀身花紋與玉筆峰地貌對比後，刀上所雕的雙龍搶珠圖中刀上寶石的所在正對應一處形似圓墩的矮峰，那便是闖王寶藏的位置，然後寶石是反面嵌鑲，用匕首尖頭挑起後，鑲嵌寶石的凹窩裡刻著一個箭頭，指向東北偏北，箭頭盡處有個小小的圓圈。對準方位就能找到闖王寶藏。
- 鐵靈牌

鍾氏三雄中鍾兆英所用的奇特兵器，是尺許長的鐵牌，靈牌由鑌鐵鑄成，牌上寫的是“一見生財”四字，走的全是剛猛路子，硬打硬砸，木柄仍是當判官筆使，剛柔相濟，互輔互成。
- 哭喪棒

鍾氏三雄中鍾兆文所用的奇特兵器，介乎剛柔之間，大致是杆棒的路子，卻又雜著鞭鐗的家數，木柄仍是當判官筆使，剛柔相濟，互輔互成。
- 招魂幡

鍾氏三雄中鍾兆能所用的奇特兵器，是一杆插在死人靈座上的招魂幡，幡子布不像布，革不像革，招式全是柔功，木柄仍是當判官筆使，剛柔相濟，互輔互成。
- 鑌鐵旱煙管

玄指門掌門上官鐵生所用的兵器，是一根用鑌鐵打造的旱煙管，可當成點穴橛使，煙斗之中藏著許多精炭，他一吸一吹，將鑌鐵煙斗漸漸燒紅。高溫的煙管變成了一件极厲害的利器，他吸的煙草之中，混有极猛烈的迷藥，他自己口鼻中有解藥，但吐出迷香會讓敵人暈眩。
- 石沉大海

七青門柯家的祖傳兵器，外觀形似水杓，杓口鋒利，有如利刃，這兵器一物二用，本身有三十六路招數，用法介乎單刀和板斧之間，但另有一般妙用，又可以抄接暗器，敵人不論何种暗器發射過來，用鐵杓一兜一抄，便接了過去，宛似石沉大海般無影無蹤，他反可從杓中取過敵人暗器，隨即還擊。這“石沉大海”不屬于十八般兵器之列，乃是旁門的兵刃，江湖上也有稱之為“借箭杓”的，意謂可借敵人之箭而用。
- 銀絲鞭

袁紫衣所用的兵器。
- 九龍鞭

九龍派掌門易吉的兵器，是一條每一节均有鸡蛋粗细的九節鞭，兼有軟鞭跟鋼鞭之長
- 黃金棍

五虎派掌門鳳天南的兵器，长达七尺，径一寸有半，通体黄金铸成，可算得武林中第一豪阔富丽的沉重兵器。
凤天南凭一条熟铜棍打遍岭南无敌手，这才手创五虎门，在佛山镇定居，家业大发之后，将熟铜棍改为黄金棍。武家所用之棍，以齐眉最为寻常，依身材伸缩，短者五尺不足，长者六尺有余，凤天南这条棍却长达七尺，黄金又较镔铁重近两倍，仗着他膂力过人，使开来两丈之内一团黄光，端的是厉害之极
- 雷震挡

雷電門高手所用的兵器，前面一个横条，弯曲如蛇，横条后生着丁字形的握手，那横条两端尖利，便似一柄变形的鹤嘴锄模样。
- 閃電錐

雷電門高手所用的兵器，一向藏在袖，若右手使闪电锥，左手使雷震挡，一攻一守，变化极尽奇妙。但这两件兵刃一长一短，双手共使时相辅相成，威力固然甚大，但也十分艰难

## 《射鵰英雄傳》
- 打狗棒

丐幫幫主信物，質地柔韌，比單劍長了一尺，可搭配打狗棒法施展，由洪七公傳承給黃蓉。
- 蛇杖

西毒歐陽峰的兵器，歐陽鋒使動那蛇杖時含有棒法、棍法、杖法的路子，招數繁複，杖頭雕著個咧嘴而笑的人頭，面目猙獰，口中兩排利齒，上喂劇毒，舞動時宛如個見人即噬的厲鬼，只要一按杖上机括，人頭中便有歹毒暗器激射而出。更厲害的是纏杖盤旋的兩條毒蛇，吞吐伸縮，令人難防。
- 虎头金刀

成吉思汗赐给郭靖的，象征驸马身份的金刀，是鐵木真十分寶愛的佩刀，曾用以殺敵無數，連刀鞘都是黃金所鑄，刀柄盡頭處鑄了一個黃金的虎頭，猙獰生威。
- 靖、康匕首
- 軟蝟甲
- 降魔杖

江南七怪中飛天蝙蝠柯鎮惡的兵器，可搭配降魔杖法施展。
- 破油紙扇

江南七怪中妙手書生朱聰的兵器，扇骨乃是鋼鑄，將扇子當作了點穴撅使用。
- 金龍鞭

江南七怪中馬王神韓寶駒的兵器，可搭配金龍鞭法施展。
- 純鋼扁擔

江南七怪中南山樵子南希仁的兵器。
- 大鐵秤

江南七怪中鬧市俠隱全金發的兵器，秤杆使的是杆棒路子，秤鉤飛出去可以鉤人，猶如飛抓，秤錘則是一個鏈子錘，是以一件兵器卻有三般用途。
- 屠牛刀

江南七怪中笑彌陀張阿生的兵器，这刀砍金断玉，锋利无比，名虽如此，其实并非用以屠牛。张阿生在蒙古大漠死于陈玄风之手，柯镇恶心念义弟，这柄刀带在身邊，屠牛刀锋锐之极，刃锋却薄，给杨过当作铁凿般乱挖乱掘而毀掉。
- 白蟒鞭

陳玄風送給梅超風的兵器，是一條生满倒钩的鍍銀鋼鞭，讓她用來修練白蟒鞭。
- 药锄

蔘仙老怪梁子翁所用兵器，是一把掘人参用的药锄，横批直掘、忽扫忽打，招数幻变多端。
- 铁桨

鬼門龍王沙通天的兵器，他在这铁桨上已有数十载之功，陆毙猛虎，水击长蛟。點蒼漁隱也使用這種兵器。

## 《神鵰俠侶》
- 玄鐵劍

獨孤求敗所留下的重劍，劍身深黑之中隱隱透出紅光，後為楊過所得。
- 紫微軟劍

獨孤求敗三十歲前所用，誤傷義士不祥，乃棄之深谷。
- 君子劍、淑女劍

藏在絕情谷圖畫之後的雙劍，劍身烏黑，沒半點光澤，就似一段黑木一般，大小長短，全無二致。雙劍并列，室中寒气大增，兩把劍既無尖頭，又無劍鋒，圓頭鈍邊，倒有些似一條薄薄的木鞭。劍身分別刻著兩字，文曰：“君子”、“淑女”。雙劍均有极強的磁力，且十分銳利，連公孫止的鋸齒金刀也被淑女劍割下一截過。
君子劍和淑女劍後來都被襄陽的能工巧匠融化，製成了後世威震武林的倚天劍。
- 鋸齒金刀、黑劍

又稱陰陽雙刃，乃是公孫止祖傳下來的兵器，搭配陰陽倒亂刃法施展，分別是一柄背厚刃寬的鋸齒刀，金光閃閃，似是黃金打造，右手執的卻是一柄又細又長的黑劍，在他手中輕輕顫動，顯得刃身极是柔軟，兩邊刃口發出藍光，自是鋒銳异常，還能轉彎傷敵。兩件兵器全然相反，一件至剛至重，一件卻極盡輕柔。
- 五輪

金輪國師專擅鎖拿對手兵刃，不論刀槍劍戟，遇上了全是縛手縛腳，常人揮動武器一招過去，手中就沒了兵器。金輪國師共有金銀銅鐵鉛五只輪子，輪上也鑄有密宗真言，他已往只用一只金輪，已自打敗無數勁敵，可搭配五輪大轉等武功施展。
- 金剛降魔杵

金輪國師弟子達爾巴的兵器，杵長達四尺，杵頭碗口粗細，杵身金光閃閃，似是用純金所鑄，份量比鋼鐵重。
- 金絲手套

以极細极韌的白金絲織成的手套，是林朝英傳下的利器，雖然輕柔軟薄，卻是刀槍不入，任他寶刀利劍都難損傷。
- 銀鈴索

小龍女所用兵器，看似一條雪白綢帶，綢帶末端系著一個金色圓球，圓球中空有物，綢帶抖動，圓球如鈴子般響了起來，善於打穴之用。
- 大剪刀

楊過為了對付李莫愁的拂塵而請馮默風打造的大剪刀，後在絕情谷被周伯通偷去，大剪刀張開來時，剪刃之間相距二尺來長。
楊過與樊一翁交手時，曾用大剪刀剪去他的大鬍子，但大剪刀也被鋼杖擊彎報廢。
- 鐵蛇

尼摩星的蛇形兵器卻甚是古怪，活脫是條頭呈三角的毒蛇，蛇身柔軟屈折，當是無數細小鐵球鑲成，蛇頭蛇尾均具鋒銳尖刺，最厲害的是捉摸不定蛇身何時彎曲，蛇頭蛇尾指向何方，但見那鐵蛇短鞭在尼摩星手中忽而上躍飛舞，忽而盤旋打滾，變幻百端，靈動万狀。
- 金龍鞭

尹克西的兵器，鞭上珠光寶氣，鑲滿了寶石、金剛鑽、白玉之屬，後被玄鐵劍所毀。
- 哭喪棒

瀟湘子的兵器，純鋼所製，棒上白索纏繞，棒頭拖著一條麻繩，便如是孝子手中所執的哭喪棒。
當年瀟湘子在湖南荒山中練功，曾見一只蟾蜍躲在破棺之後口噴毒砂，將一條大蟒蛇毒倒，心有所悟，於是捕捉蟾蜍，取其毒液，煉制而成毒砂，藏于哭喪之中。棒尾裝有机刮。手指一按，毒砂便激噴而出，發射時縱躍竄高，毒砂威力更增。這毒砂棒在遇到巨蟒猛獸時曾經用過，當者立暈
- 精鋼帳簿

討債鬼的兵刃，由精鋼鑄成，共有五張，每一張可以翻動，帳簿之邊鋒銳比于刀劍，實是一件奇門利器。
- 虎頭雙鉤

萬獸山莊白額山君史伯威的兵器，這對鉤右手重十八斤，左手鉤重十七斤，實是沉猛的利器
- 爛銀點鋼管

萬獸山莊管見子史仲猛的兵刃，銀管較齊眉棍略短而中空，招數甚是古怪，銀管可以將槍杆套入了管子之中。
- 象鼻杵

萬獸山莊大力神史季強兵刃，以青銅鑄成象鼻之形，前細後粗，微微彎曲，陽剛之中也帶陰柔之力，後被楊過毀去。

## 《倚天屠龍記》
- 倚天劍
- 屠龍刀
- 聖火令
- 鐵西瓜

天鷹教常金鵬所用的兵器，外觀是一對碧綠的大西瓜，由精鋼鑄成，瓜上漆成綠黑間條之色，共有一對，系以鋼鏈，便和流星錘無異，每個不下五六十斤，需有強大膂力才能使動。
- 兩頭狼牙棒

明教金毛獅王謝遜的兵器，長度約一丈六七尺，威力極強。
- 珊瑚金杖

金花婆婆所用的拐杖，使用靈蛇島旁海底的珊瑚金所製，是數种特异金屬混和了珊瑚，在深海中歷千万年而化成，削鐵如切豆腐，打石如敲棉花，不論多么鋒利的兵刃，遇之立折，後被滅絕師太用倚天劍毀去。
- 白虹劍

殷天正過去使用的兵器，隨其時日已久，近十餘年來卻從未用過，也是江湖上罕見的利器，曾贈與張無忌用來跟滅絕師太交手，但為倚天劍所斷，
- 爛銀虎頭鉤、鑌鐵判官筆

武當七俠中張翠山的兵器，其外號銀鉤鐵划，原是因他左手使爛銀虎頭鉤、右手使鑌鐵判官筆而起
- 鹿角短杖

玄冥二老中鹿杖客所用兵器，乃是一根短杖，杖頭分叉，作鹿角之形，通体黝黑，不知是何物鑄成。
- 鶴嘴雙筆

玄冥二老中鶴筆翁所用兵器，筆端銳如鶴嘴，卻是晶光閃亮。
- 乾坤一氣袋

明教五散人中布袋和尚說不得的趁手兵器，乃是一個刀槍不入的寶袋，可以裝人拿人，後被張無忌以九陽神功撐破。
- 爛銀小筆

明教五散人中冷面先生冷謙的兵器，一共五支

## 《天龍八部》
- 修罗刀

修羅刀秦紅綿的兵器，共有兩柄，双手各持一刀，刀身细如柳叶，发出蓝印印的光芒
- 鱷嘴剪

岳老三新練成的兵器，是口短柄長口的奇形剪刀，剪口盡是鋸齒，宛然是一只鱷魚的嘴巴，曾剪斷雲中鶴鋼抓的兩指。
- 鱷尾鞭

岳老三新練成的兵器，是一條鋸齒軟鞭，成鱷魚尾巴之形。
- 鋼抓

雲中鶴新練成的古怪兵器，乃是一對柄長三尺的鋼抓，是由純鋼打就，抓頭各有一只人手，手指箕張，指頭發出藍汪汪的閃光，鋼抓十根手指每一指都有功用
- 薄刀

葉二娘的兵器，刀刃極薄極闊，刀作長方形，薄薄的一片，四周全是鋒利無比。
- 大環刀

萬劫谷鍾萬仇的兵器。
- 铁钓竿
- 帶有軟索的鐵杆，杆頭軟索可以纏捲敵人兵器。
- 金算盤

伏牛派金算盤崔百泉的成名兵器，是一個黃金鑄成的算盤，其中裝有机括，七十七枚算珠隨時可用彈簧彈出
- 柔絲索

星宿三寶之一，星宿海旁的雪蠶之絲制成。那雪蠶野生於雪桑之上，蠶無毒性，吐出來的蠶絲卻韌力大得異乎尋常，一根單絲便已不易拉斷，丁春秋這條柔絲索盡數在雪蠶絲絞成，微細透明，非肉眼所能察，丁春秋曾用此物生擒阿紫。
- 绿波香露刀

烏老大的兵器，乃是一口鬼頭刀，刀有惡臭，並有劇毒。
- 鐵笛

高升泰所用的兵器。
- 雷公轟

四川青城山青城派的獨門兵刃，可搭配青字九打跟城字十八破施展，雷公轟是一組兩件兵器，左手是柄六七寸長的鐵錐，錐尖卻曲了兩曲，右手則是個八角小錘，錘柄長僅及尺，錘頭還沒常人的拳頭大，兩件兵器小巧玲瓏，而鋼錐中空，裡面裝有強力的機簧，可以透過擊錘發出暗器傷人。
- 倒齒鐵鑭

丐幫奚長老的奇異武器，上面生滿倒齒，乃是一件鎖拿敵人的外門兵刃，招式變化繁复，除了擊打掃刺之外，便有鎖拿敵人兵刃的手法。

## 《笑傲江湖》
- 驼剑

木高峰的兵器，劍的模樣成一個弧形，人駝劍亦駝。
- 碧水剑

岳不群在浙江龙泉得来，在岳灵珊十八岁生日时赠予她，后在岳灵珊与令狐冲比剑试招时被令狐冲一指弹入山谷。
- 龍泉劍

水月庵中所藏的五柄龍泉寶劍，可削鐵如泥。在嵩山派冒充日月神教伏擊定閒師太、定逸師太時，水月庵住持清曉師太在危急中將寶劍分交定閒師太、定逸師太等御敵。
- 真武劍

武當派創派之祖張三丰所用佩劍，是武當派鎮山之寶，八十多年前，日月神教幾名高手長老夜襲武當山，將寶劍連同張三丰手書的一部《太极拳經》一并盜了去，直到任盈盈接任教主才歸還給武當派。
真武劍是張三丰中年時所用的兵刃，掃蕩群邪，威震江湖，是一口極鋒銳的利器。長劍劍鞘銅綠斑斕，以銅絲嵌著兩個篆文：“真武”。
- 紫金八卦刀

五路神施令威，曾用此刀殺得青龍幫一十三名大頭子血濺漢水江頭。
- 判官笔

江南四友禿筆翁的兵器, 笔上可蘸墨，所蘸之墨，乃以特异药材煎熬而成，着人肌肤后墨痕深印，数年内水洗不脱，刀刮不去，他给敵人脸上画个圆圈，打个交叉，甚或是写上一两个字，那人便好几年见不得人。
- 磁鐵棋枰

江南四友黑白子的兵器，二尺見方，厚達一寸，乃是一件甚為沉重的兵刃，由於是磁鐵所制，可以吸攝敵人的暗器跟兵刃。

## 《鹿鼎記》
- 黑龍鞭

黑龍鞭史松的兵器，是一條軟鞭。
- 黑色背心

韋小寶從鳌拜宝库中寻出来的寶衣，入手甚輕，衣質柔軟异常，非絲非毛，不知是什么質料，但卻刀槍不入，是當年多爾袞看鰲拜作戰勇猛，賜他防身用的，據説此衣刀槍不入，水火不攻，是難得一見的寶物。
- 鴛鴦雙短劍

神龍教黑龍使張淡月的兵器。
- 雁翎刀

神龍教赤龍使無根道人的兵器。
- 大環刀

神龍教胖頭陀的兵器。
- 黃金大杵

行顛所用的兵器，重量達百餘斤。

## 《俠客行》
*黑白雙劍
石清閔柔夫妻的兵器，是武林中罕見的神兵利器，墨劍通体墨黑，劍鞘也是黑色的，而白劍也是白鞘長劍。
*金刀
金刀寨大寨主安奉日的兵器，厚背薄刃，金光閃閃，乃是一口利器。
*紫金刀
快刀門掌門紫金刀呂正平的兵器，刀身紫金，刀口锋利纯钢，厚背薄刃，刀柄上挂着一块紫绸。
*金龍鞭
丁不四的兵器，是一條九節软鞭，以黄金打成，鞭首是个龙头，鞭身上镶嵌各色宝石，闪闪发光，灿烂辉煌，一展动间，既威猛，又华丽

## 《連城訣》
*血刀
血刀門至寶，血刀老祖的兵器，後落入狄雲之手，是一柄軟軟的鋼刀，宛然是一條活的蛇一般，刃鋒上全是暗紅之色，血光隱隱，极是可怖，血刀鋒銳异常，削鐵如泥，連陸天抒的鬼頭刀也被砍出數道缺口。可搭配血刀經中的刀法、內功施展。
血刀老祖聲稱每逢月圓之夜，須割人頭相祭血刀，否則鋒銳便減，於刀主不利。
*烏蠶衣
雪山派刀槍不入的寶衣，用大雪山的上烏蠶蠶絲織成的。因為剪刀也剪不爛，只得前一塊、后一塊的扣在一起。丁典殺死雪山派高手從他身上取下後贈與狄雲。
*鬼頭刀
陸天抒的兵器，也是一柄寶刀，雖不及血刀的鋒利絕倫，但刀身厚重，血刀也削它不斷，但也被砍出缺口。
*純鋼短槍
花鐵幹的兵器，連槍杆也是百煉之鋼，非寶刀寶劍所能削斷。

## 《鴛鴦刀》
*鴛刀、鴦刀
鴛鴦刀一短一長，江湖流傳刀中藏著武林的大秘密，實際上"仁者無敵"這四字，鴛刀是長刃、鴦刀是短刃

## 《白馬嘯西風》
*梅花槍
梅花槍史仲俊的兵器
*金銀小劍
金銀小劍三娘子上官虹的兵器，是一對匕首，一把金柄，一把銀柄，她的外號便因此而來。

## 《越女劍》
*湛盧、純鈞、勝邪、魚腸、巨闕
歐治子替勾踐之父越王允常鑄成的五口寶劍，分別是大劍三口，小劍二口，建成之後吳王來相求。允常畏吳之強，只得以湛盧、勝邪、魚腸三劍相獻。後來吳王闔廬以魚腸劍遣專諸刺殺王僚。湛盧劍落入水中，為楚王所得，秦王聞之，求而不得，興師擊楚，楚王始終不与。純鈞、巨闕二劍則在越國宮中。
五劍之中，勝邪最上，純鈞、湛盧二劍其次，魚腸又次之，巨闕居末。鑄巨闕之時，金錫和銅而离，因此此劍只是利劍，而非寶劍。
*龍淵、泰阿、工布
歐治子替楚王所鑄三口寶劍，吳軍破楚之后，伍子胥發楚平王之棺，鞭其遺尸，在楚王墓中得到工布寶劍，又轉贈給歐治子之徒風胡子將他招至吳國。